# Luis Claure
Luis Albert Claure (* 30. Juni 2005) ist ein bolivianischer Leichtathlet, der sich auf den Hürdenlauf spezialisiert hat.

## Sportliche Laufbahn
Erste Erfahrungen bei internationalen Meisterschaften sammelte Luis Claure im Jahr 2024, als er bei den Hallensüdamerikameisterschaften in Cochabamba in 8,68 s den achten Platz im 60-Meter-Hürdenlauf belegte.
2023 wurde Claure bolivianischer Meister im 400-Meter-Hürdenlauf.

## Persönliche Bestzeiten
- 110 m Hürden: 15,29 s (0,0 m/s), 29. April 2023 in Cochabamba
  - 60 m Hürden (Halle): 8,68 s, 28. Januar 2024 in Cochabamba
- 400 m Hürden: 55,89 s, 30. April 2023 in Cochabamba